# ماكسيم باشايف
ماكسيم باشايف (بالأوكرانية: Пашаєв Максим Вагіфович)‏ هو لاعب كرة قدم أوكراني في مركز الدفاع، ولد في 4 يناير 1988 في كراسني لوتش في أوكرانيا، وتوفي في 12 ديسمبر 2008 في هراديزك في أوكرانيا بسبب حادث مرور. شارك مع منتخب أوكرانيا تحت 16 سنة لكرة القدم ومنتخب أوكرانيا تحت 17 سنة لكرة القدم ومنتخب أوكرانيا تحت 18 سنة لكرة القدم ومنتخب أوكرانيا تحت 19 سنة لكرة القدم ومنتخب أوكرانيا تحت 21 سنة لكرة القدم. أما مع النوادي، فقد لعب مع نادي دنيبرو دنيبروبتروفسك.

## وصلات خارجية
- ماكسيم باشايف على موقع اتحاد أوكرانيا (الإنجليزية)
- ماكسيم باشايف على موقع قاعدة بيانات كرة القدم.إي يو (الإنجليزية)